# Giuseppe Matteo Alberti
Giuseppe Matteo Alberti (Bolonya, 20 de setembre de 1685 - idm. 18 de febrer de 1751), fou un compositor i violinista italià de l'època barroca.
El 1714 ingressà en l'Acadèmia Filharmònica de la seva ciutat natal, de la que en fou Príncep des de 1724 fins 1746.
Publicà 12 simfonies, per a quartet (Amsterdam); Sonate per violino solo con basso, i Concerti per chiesa e càmera (1713). En el camp simfònic-vocal va escriure l'oratori Le Vergine Anunziata.